# Il Martin Pescatore
Il Martin Pescatore: “I classici di domani per la gioventù” è stata una collana di libri per ragazzi creata nel 1958 per la casa editrice fiorentina Vallecchi da Donatella Ziliotto che ne è stata anche direttrice dalla creazione alla chiusura, avvenuta sette anni più tardi per difficoltà economiche dell'editore.
Molti titoli del Martin Pescatore sono confluiti in seguito nel Catalogo de gl'Istrici della Salani, collana fondata sempre dalla Ziliotto nel 1987.

## Caratteristiche ed importanza storica
Considerata una "pionieristica esperienza editoriale", Il Martin Pescatore ha contribuito ad rinnovare il panorama letterario per l'infanzia introducendo in Italia autori nordici del calibro di Astrid Lindgren, Tove Jansson, Michael Ende. Questi autori, ma soprattutto le autrici (spesso tradotte dalla stessa curatrice della collana) hanno influenzato scrittori italiani per l'infanzia del secondo dopoguerra, dalla stessa Ziliotto a Bianca Pitzorno, che scoprì questo "nuovo genere di letteratura per ragazzi" grazie alla sorella Elena, di molti anni più piccola; proprio in omaggio alla protagonista di Piovuta dal cielo di Henry Winterfeld (pubblicato ne Il Martin Pescatore nel 1960) Pitzorno chiamò "Mo" il personaggio principale del suo Extraterrestre alla pari.

## Titoli della collana (in ordine di pubblicazione)
1. Astrid Lindgren, Pippi Calzelunghe, traduzione di Annuska Palme e Donatella Ziliotto, Firenze, Vallecchi, 1958  [1945].
2. Laura Draghi Salvadori, Storie dell'angelo custode, illustrazioni di Ugo Fontana, Firenze, Vallecchi, 1958.
3. Astrid Lindgren, Rasmus e il Vagabondo, traduzione di Annuska Palme e Donatella Ziliotto, illustrazioni di Horst Lemke, Firenze, Vallecchi, 1958  [1956].
4. Erica Lillegg, Vevi, illustrazioni di Dorothea Stefula, Firenze, Vallecchi, 1959.
5. Tove Jansson, Magia d'estate, illustrazioni dell'autrice, traduzione di Donatella Ziliotto e Maria Hellstrom, Firenze, Vallecchi, 1959.
6. Erica Lillegg, Zolfanello, illustrazioni di F. J. Tripp, Firenze, Vallecchi, 1959.
7. Elwyn Brooks Withe, La tela di Carlotta, traduzione di Isabella Errico e Donatella Ziliotto,  illustrazioni di Garth Williams, Firenze, Vallecchi, 1959.
8. Elda Bossi, Pierino in guerra : avventure di un bimbo pacifico, illustrazioni di Leo Mattioli, Firenze, Vallecchi, 1960.
9. Henry Winterfeld, Piovuta dal cielo, illustrazioni di Regina Ackermann-Ophuls, Firenze, Vallecchi, 1960.
10. Ferra-Mikura, Tagliatelle per l'ippopotamo, illustrazioni di Romulus Candea, Firenze, Vallecchi, 1960.
11. Henry Winterfeld, Telegramma da Lilliput, illustrazioni di Regina Ackermann-Ophuls, Firenze, Vallecchi, 1960.
12. Lorenzo Viani, Giovannin senza paura ; Cuor di madre, illustrazioni dell'autore, Firenze, Vallecchi, 1961.
13. Tove Jansson, Magia d'inverno, illustrazioni dell'autrice, traduzione di Donatella Ziliotto, Firenze, Vallecchi, 1961.
14. Norman Hunter, Professor Capoturbine, traduzione di Mariarosa Zannini, illustrazioni in nero di W. Heath Robinson ; illustrazioni a colori di Leo Mattioli, Firenze, Vallecchi, 1961.
15. Donatella Ziliotto, Mister Master, illustrazioni di Leo Mattioli, Firenze, Vallecchi, 1962.
16. Michael Bond, L'orso del Peru, traduzione di D. Ziliotto e Isabella Errico, illustrazioni di Peggy Fortnum, Firenze, Vallecchi, 1962  [1960].
17. Michael Ende, Le avventure di Jim Bottone (pubblicate col titolo Un ferroviere e mezzo), illustrazioni di F. J. Tripp, Firenze, Vallecchi, 1962.
18. George Selden Thompson, Un grillo a New York, traduzione di Aiga Lottini, Hannes Delago; illustrazioni di Garth Williams, Firenze, Vallecchi, 1963.
19. Otfried Preussler, Capelli verdi, traduzione di Aiga Lottini, Hannes Delago; illustrazioni di Winnie Gebhart-Gayler, Firenze, Vallecchi, 1963.
20. Ursula Moray Williams, Le nove vite del gatto Menelao, illustrazioni di Romulus Candea, Firenze, Vallecchi, 1963.

Nuova serie
1. Carlo Brizzolara, Il pennacchio, illustrazioni dell'autore, collana Il Martin Pescatore, Nuova Serie, Firenze, Vallecchi, 1965.
2. Philippa Pearce, Chihuahua, disegni di Antony Maitland, traduzione di Gabriella Fiori Andreini, collana Il Martin Pescatore, Nuova Serie, Firenze, Vallecchi, 1966.
3. Mary Norton, Sotto il pavimento (pubblicato col titolo "I Baffardelli"), illustrazioni di Beppe Bongi, traduzione di Donatella Mangarotti, collana Il Martin Pescatore, Nuova Serie, Firenze, Vallecchi, 1966.
4. Dario Ortolani, Il riccio ha un sospetto, illustrazioni di Ugo Fontana, impostazione grafica e copertina di Maria Enrica Agostinelli, collana Il Martin Pescatore, Nuova Serie, Firenze, Vallecchi, 1967.
5. Angela C. Jonescu, Da un paese lontano, illustrazioni di Maximo San Juan,  traduzione di Maria Luisa Bocchino, collana Il Martin Pescatore, Nuova Serie, Firenze, Vallecchi, 1967.
6. Vera Ferra-Mikura, Il doppio mondo di Otto, illustrazioni di Gertrude Eben,  traduzione di Gianna Giordano, collana Il Martin Pescatore, Nuova Serie, Firenze, Vallecchi, 1967.
7. Donatella Ziliotto, Tea Patata, illustrazioni di Maria Enrica Agostinelli, collana Il Martin Pescatore, Nuova Serie, Firenze, Vallecchi, 1968.
8. Astrid Lindgren, Mio piccolo Mio, illustrazioni di Ilon Wikland, collana Il Martin Pescatore, Nuova Serie, Firenze, Vallecchi, 1968.